# (6755) Соловьяненко
(6755) Соловьяненко (лат. Solovʹyanenko) — типичный астероид главного пояса, открыт 16 декабря 1976 года советским астрономом Людмилой Черных в Крымской астрофизической обсерватории и 24 января 2000 года назван в честь советского и украинского оперного певца Анатолия Соловьяненко.

## Обнаружение и именование
(6755) Соловьяненко
Открыт 16 декабря 1976 года в Крымской астрофизической обсерватории Л. И. Черных.
Анатолий Борисович Соловьяненко (1932—1999) — украинский певец, народный артист бывшего СССР.
Оригинальный текст (англ.)6755 Solovʹyanenko
Discovered 1976 Dec. 16 by L. I. Chernykh at the Crimean Astrophysical Observatory.
Anatolij Borisovich Solovʹyanenko (1932—1999) was a Ukrainian singer and People's Artist of the former U.S.S.R.
Источники: 20000124/MPCPages.arc; M.P.C. 38195.

## Орбита

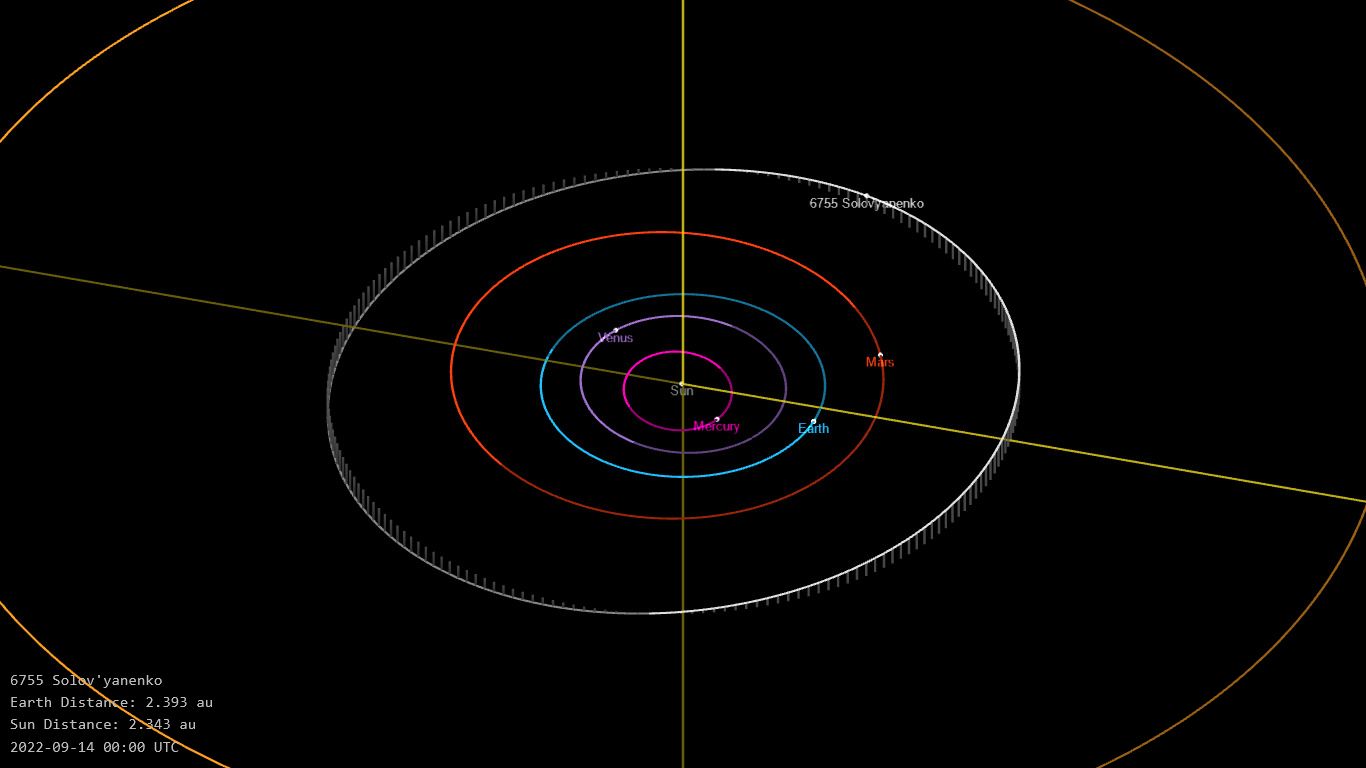
Орбита астероида Соловьяненко и его положение в Солнечной системе

## Физические характеристики
Из наблюдений системы телескопов панорамного обзора и быстрого реагирования Pan-STARRS следует, что астероид относится к таксономическому классу S.
По результатам наблюдений в видимом и ближнем инфракрасном диапазоне космического телескопа NEOWISE диаметр астероида оценивался равным 7,081±0,127 км и 6,00±0,24 км. Согласно тем же источникам альбедо оценивается как 0,2222±0,0337, 0,282±0,036 и 0,222±0,034.